# Az úszó szigetek elsüllyedése, avagy a híres Bilpai Baziliádja
Az úszó szigetek elsüllyedése, avagy a híres Bilpai Baziliádja (Naufrage des isles flottantes, ou Basiliade du célèbre Pilpai) Étienne-Gabriel Morelly francia filozófus 1753-ban megjelent utópisztikus államregénye.
A regényre utalást tesz Jókai Mór A jövő század regénye (1872-1874) című művének előszavában.
Külföldön gyakran rövidített és hibás címmel hivatkoznak rá (Jókai a La Basiliade de Bilpai címmel emlegeti, Csebrenyák József Az úszó sziget, vagy a baziliada címmel, Dr. Szirányi László, Plehanov Szocializmus és anarchizmus című művének fordítója Az úszó szigetek, vagy a híres Pilpai Basiliáde-jának fordítja, a Világirodalmi lexikon szerint Az úszó szigetek zátonyra jutása, más magyar szerzők egyszerűen csak Basiliadeként említik, de például német nyelvű forrásokban gyakran a Naufrages des îles flottantes, ou la Basiliade de √ Bilpai illetve Naufrage des îles flottantes, ou la Basiliade du célèbre Bilpai szerepel).
A könyv az Inka Birodalom fejlődésének és működésének jellemzőire épül, amelyeket Louis Bodin később (tévesen) „szocialista birodalomnak” nevezett. Erre utal a cím első része is. Úszó nádszigetek máig léteznek a Titicaca tavon.
A Bidpai (vagy több európai nyelvben: Pilpai, magyar irodalomban többnyire Bilpai) az eredetileg Pancsatantra című ősi indiai filozofikus mesegyűjtemény elterjedt európai megnevezése, amely 1783-ban jelent meg először magyarul. Eredetileg feltehetően Vidjapati (Vidyapati, 1352–1448) indiai író, költő nevének torzult formája. A név jelentése A tudás mestere (vidja ~ tudás, pati ~ mester szavak összetétele). Morelly regényében azonban Pilpai egy önmegtartóztató pitagoreus papi (Morelly szóhasználatában bráhmin) rend.
A Baziliád (Basiliade) Nagy Szent Vazul (görög: Βασίλειος, Baszileosz, Basilios) által Caesareában létrehozott intézmény, egész városrésszé terebélyesedő szegényeket segítő központ kórházzal, dologházzal, menhellyel és ingyenkonyhával, amely mintájául szolgált a többi püspökségében létrehozott intézményeknek is.
A regény a felvilágosodás egyik legfontosabb utópiája. Morelly művére hatással lehetett az angol Richard Head Az úszó sziget (The floating island, 1673) című regénye illetve Jonathan Swift remekműve a Gulliver utazásai (1726) is.
Morelly forrása azonban Inca Garcilaso de la Vega Az inkák valódi története (Comentarios reales de los incas, Lisszabon, 1609) című, az inka kormányzati rendszerről szóló leírása volt.

## Érdekességek
- Egyes források szerint az Odüsszeiában szereplő Aiolé, Aiolosz isten úszó szigete Málta. Más források szerint úszó sziget volt Délosz, vagy Délosz is.
- Verne Gyula: Az úszó sziget (L'Île à hélice), Franklin-Társulat. Magyar Irod. Int. és Könyvnyomda, Budapest, 1897, fordította: Gaal Mózes